# Orla Nord
Orla Nord (30 de setembre de 1875 - ?) va ser un ciclista danès que es dedicà principalment al ciclisme en pista. Va guanyar la medalla de bronze al Campionat del món de velocitat amateur de 1902 per darrere dels francesos Charles Piard i Léon Delaborde.
Era cunyat del també ciclista Walter Rütt.

## Palmarès
- 1901
  -  Campió de Dinamarca amateur en velocitat